# Pactolo
Pactolo (em latim: Pactolus; em grego: Πακτωλός; romaniz.: Pactōlós) ou Sarte (em turco: Sart Çayı[a]) é um rio da Turquia.